# Gomila pri Kogu
Gomila pri Kogu – wieś w Słowenii, w gminie Ormož. 1 stycznia 2018 liczyła 142 mieszkańców.